# Возжаївка (аеродром)
Возжаївка (рос. Возжаевка) — військовий аеродром в Амурській області Росії, розташований поблизу однойменного села Возжаївка, приблизно за 100 км на південний схід від Благовєщенська. 
У 1980-х роках це був один із 17 аеродромів, де розміщувалися полки тактичної розвідувальної авіації Радянського Союзу.
Підрозділи, що були дислоковані у Возжаївці: 293-й окремий авіаційно-розвідувальний полк та 56-й винищувально-бомбардувальний авіаційний полк літали на літаках Су-17 наприкінці 1980-х років і МіГ-25 до 1987 року. Полки підпорядковувалися 1-й повітряній армії СРСР.

## Історія
У липні 1948 року 10-а повітряна армія була перекинута з острова Сахалін у Возжаївку. Один із перших польотів U-2 над регіоном у 1958 році виявив п’ять бомбардувальників Ту-4.
Наприкінці 1960-х років було продовжено злітно-посадкову смугу та побудовано 30 нових площадок для зберігання літаків МіГ-17 і Як-25, які експлуатувалися на аеродромі. Розвідувальний супутниковий аналіз у жовтні 1972 року показав шість МіГ-17, три Як-28, три навчально-тренувальних МіГ-15 УТІ з невеликою кількістю старих винищувачів і транспортних засобів.
До 1980 року на аеродромі експлуатувалися літаки Су-24
До 1984 року Радянський Союз почав розгортати на аеродромі літаки МіГ-25Р, і звичайний набір на аеродромі тоді складався з 5 до 16 літаків-розвідників МіГ-25Р і від 7 до 11 літаків-розвідників МіГ-21Р
Супутникові знімки з 2010 року показали, що база покинута, а залишки кількох літаків Су-24 розкидані по місцях зберігання.

## Катастрофи та інциденти
- 21 червня 2000 року у літака Іл-76 117-го ВТАП, який прямував до Возжаївки й перевозив на місце служби 221 призовника відмовила гідросистема і на борту почалася пожежа. Екіпаж під командуванням полковника Олексія Зеленка здійснив аварійну посадку в Астрахані та зумів швидко евакуювати пасажирів. Літак повністю згорів, але ніхто серйозно не постраждав. Підполковнику Зеленку було присвоєно звання «Герой Російської Федерації», а решта екіпажу нагороджено орденами Мужності.[8][9]

- 16 січня 2006 через кілька хвилин після зльоту з аеродрому Возжаївка відмовила гідравліка в літаку Су-24 під час тренувального польоту. Пілоти намагались виправити ситуацію, але прийшли до висновку про неможливість і успішно катапультувались.[10]